# Rivale nell'ombra
Rivale nell'ombra è un film muto italiano del 1912 diretto da Carlo Simoneschi.